# Rudolph Ackermann

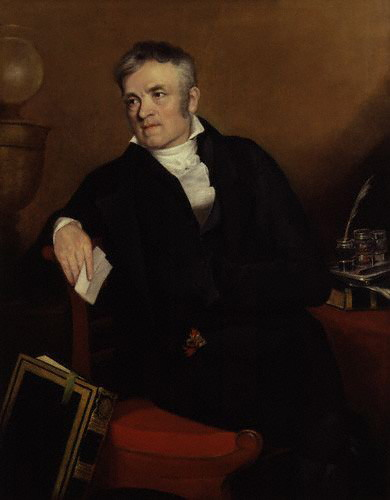
Rudolph Ackermann, Porträt von François Nicholas Mouchet

Rudolph Ackermann (* 20. April 1764 in Stollberg, Kurfürstentum Sachsen; † 30. März 1834 in London) war ein deutsch-britischer Buchhändler, Lithograf, Verleger und Unternehmer.

## Leben
Im Alter von 11 Jahre zog er mit seinen Eltern nach Schneeberg um. Hier besuchte er bis zum 15. Lebensjahr das Lyzeum. Danach war er wie sein Vater Sattler und Wagenbauer in verschiedenen deutschen Städten, in Paris und in London, eröffnete er 1795 eine Druckerei und eine Zeichenschule in der britischen Hauptstadt. Seit 1817 ergänzte er seine Repository of Arts, Literature, Fashion durch über seine Lithografiepresse hergestellten Bilder. Bekannte Künstler wie Thomas Rowlandson waren regelmäßig an diesen Ausgaben beteiligt. Ab 1825 gab er populäre Jahrbücher, beginnend mit Forget-me-not, heraus. Daneben legte er verschiedene Ausgaben mit Landschaftsdarstellungen auf, darunter Microcosm of London (1808–1810, 3 Bände), Westminster Abbey (1812, 2 Bände), The Rhine (1820), The World in Miniature (1821–1826, 43 Bände).
Ackermann betätigte sich auch als Erfinder. So meldete er 1801 ein Patent für ein Verfahren an, durch das Papier und Stoffe wasserundurchlässig wurden, und errichtete zur Herstellung eine eigene Fabrik in Chelsea. Seine Werksgebäude wurden fortschrittlich mit Gas beleuchtet.
1817 ließ er für sich und Lankensperger die von Georg Lankensperger erfundene Achsschenkellenkung patentieren (siehe Ackermannsteuerung).
Nach der Völkerschlacht bei Leipzig 1813 nutzte Ackermann seinen Bekanntheitsgrad und Einfluss und sammelte in England nahezu 250.000 £ für deutsche Notleidende.
Ackermann motivierte seinen Neffen Wilhelm Heinrich Ackermann zur Annahme eines Hauslehrerpostens für junge Engländer, so dass dieser sich später zum Lehrer berufen fühlte und ein führender deutscher Pädagoge wurde.
In Stollberg ist eine Straße nach Rudolph Ackermann benannt.